# Лог (Руше)
Лог (словен. Log) — поселення в общині Руше, Подравський регіон‎, Словенія.